# Ільмень
І́льмень (рос. Ильмень, д.-рус. Илмерь) — озеро у європейській частині Росії, змінної площі 730—2090 км²; глибина до 10 м, витікає річка Волхов, судноплавне, з'єднане з Волго-Балтійським водним шляхом. Через Ільмень проходив торговий «Шлях із варягів у греки».

## Назва
Назва озера стало апелятивом: словом ільмень називають невеликі озера, як правило, утворених внаслідок розливів річок або їх давніх русел, понижені території, залиті водою, які заростають очеретом і комишем.
За легендою про скіфських князів Словена і Руса («Сказання про Словена і Руса та місто Словенськ»), озеро названо іменем його сестри Ілмери.
З наукових етимологій назви Ільменю найбільш поширене пояснення походження д.-рус. Ильмень, Илмерь від фін. Ilma-järvi — «озеро (не)погоди» або «небесне (верхнє) озеро».
І. І. Муллонен виводить назву озера з поширеної в регіоні прибалтійско-фінської основи  *ylä- «верхній (по відношенню до Волхову)». Форми Илмерь і Ильмень можуть відображати варіанти типу  Ylä/järvi, Ylämä/järvi «Верхнє озеро» і Ylimäine, Ylimmäinen «Верхнє», які співіснували в давнину.
Ю. В. Откупщиков ставить під сумнів прибалтійско-фінську версію. Він зазначає, що -järvi в російськомовному середовищі завжди перекладається напівкалькою як -озеро (Ковдозеро, Водлозеро та ін.). Тому такий розвиток -järvi, як у випадку з назвою Ильмерь, що не підтверджується іншими прикладами (Селігер, на його думку, — особливий випадок). Окремої пояснення вимагає і назва ильмень, що вживається щодо невеликих озер і зустрічається практично по всій Російській рівнині. Ю. В. Откупщиков зауважує, що пояснити таке широке поширення терміна ильмень тільки новгородською колонізацією неможливо, тим більше, що вона йшла переважно на північ і схід, а слово ильмень поширене в основному на півдні. Він пропонує свою, слов'янську етимологію — від слова ил за допомогою суфікса -мень (за аналогією з сухмень, раменье тощо), отримуючи, таким чином, значення «замулене (озеро)».

## Фізико-географічна характеристика
Площа озера в залежності від рівня води змінюється від 733 до 2090 км² (при середньому рівні 982 км²); довжина близько 45 км, ширина до 35 км; глибина до 10 м. Береги переважно низинні, заболочені, місцями — дельтові, з багатьма плоскими заплавними островами і протоками; на півдні і сході — болотисті; вздовж північно-західного берега — витягнуті гряди, що чергуються з западинами.
В озеро Ільмень впадає близько 50 річок, серед них найбільші: Мста, Пола, Ловать з Полістю, Шелонь з Мшагою, Веронда, Веряжа тощо. З озера витікає річка Волхов, що впадає в Ладозьке озеро. Основне живлення озера здійснюється за рахунок притоку річок з весняною повінню і зимовою межінню. Рівень озера коливається до 7,4 м (мінімальний — у березні, максимальний — у травні). Льодостав з листопада до квітня.
Озеро багате рибою (лящ, корюшка, минь, щука). В озері багато органічних речовин, тому вода приймає жовтувате забарвлення. Ільмень входить до складу Вишньоволоцької водної системи.

## Геологічна історія
Ільмень і Приільмення є важливими індикаторами геологічних процесів на північному заході Росії. Ще в архейську еру (близько 2,5 млрд років тому) сформувався жорсткий фундамент Східноєвропейська платформи (у зв'язку з дрейфом материків ця платформа починала шлях у південній півкулі), представлений кристалічними породами (сланцями, гранітами, гнейсами). У регіоні Приільмення вони ніде на поверхню не виходять, залягають на глибині від 600 до 2000 м, однак їх було виявлено у глибоких свердловинах довкола міст Великий Новгород, Валдай, Пестово, селища Крестци та ін. Поверхня кристалічного фундаменту неоднорідна. Під дією внутрішніх сил Землі утворився так званий Крестцовський розлом, що проходив з північного сходу на південний захід в районі сучасного селища Крестци. У протерозойський ері по лінії Крестцовського розлому відбувалося виверження вулканічних порід: діабазів, туфітів тощо.

### Палеозой
На початку палеозойської ери при опусканні поверхні регіон майбутнього Ільменю і його сточище опинився затопленим морем. Потім під дією внутрішніх сил планети поверхня піднялася, а море відступило. Далі неодноразово відбувалося опускання поверхні Приільмення та затоплення її морем. На дно осаджувалася піски, мул, черепашник, скелети риб та морських тварин. За мільйони років ці морські відкладення перетворилися на вапняки, мергелі, пісковики. Поступово море міліло, з'являлися ділянки суші, острови, морські затоки, лагуни (озера, відокремлені від моря ділянками суші).
У середині палеозойської ери був спекотний і вологий клімат, що сприяв розвитку в регіоні багатої і різноманітної рослинності. З рослинних залишків цього часу утворилися шари бурого вугілля. Нова морська трансгресія сприяла утворенню шару вапняків, що лежать поверх вугленосної товщі, характерної для смуги Неболчі — Любитіно — Валдай.
До кінця палеозойської ери (близько 200 млн років тому) море остаточно відступило з території Новгородської області. Спочатку це сталося в західній частині області, а потім у східній. І на місці Приільменської низовини довгий час була височина, а на місці сучасної Валдайської височини — низовина. Західна височина (на місці майбутнього Ільменя) зазнала сильної річної ерозії — річки повністю змили поверхневі товщі гірських порід. Лише на початку кайнозойської ери (менш 70 млн років тому) відбулося підняття східної частини області — на 100—200 м відносно інших частин. На височині стали утворюватися річки, які виробили глибокі долини. Багато сучасних річок (Мста, Полометь, Холова тощо) течуть в древніх долинах, що утворилися в той час.

### Кайнозой

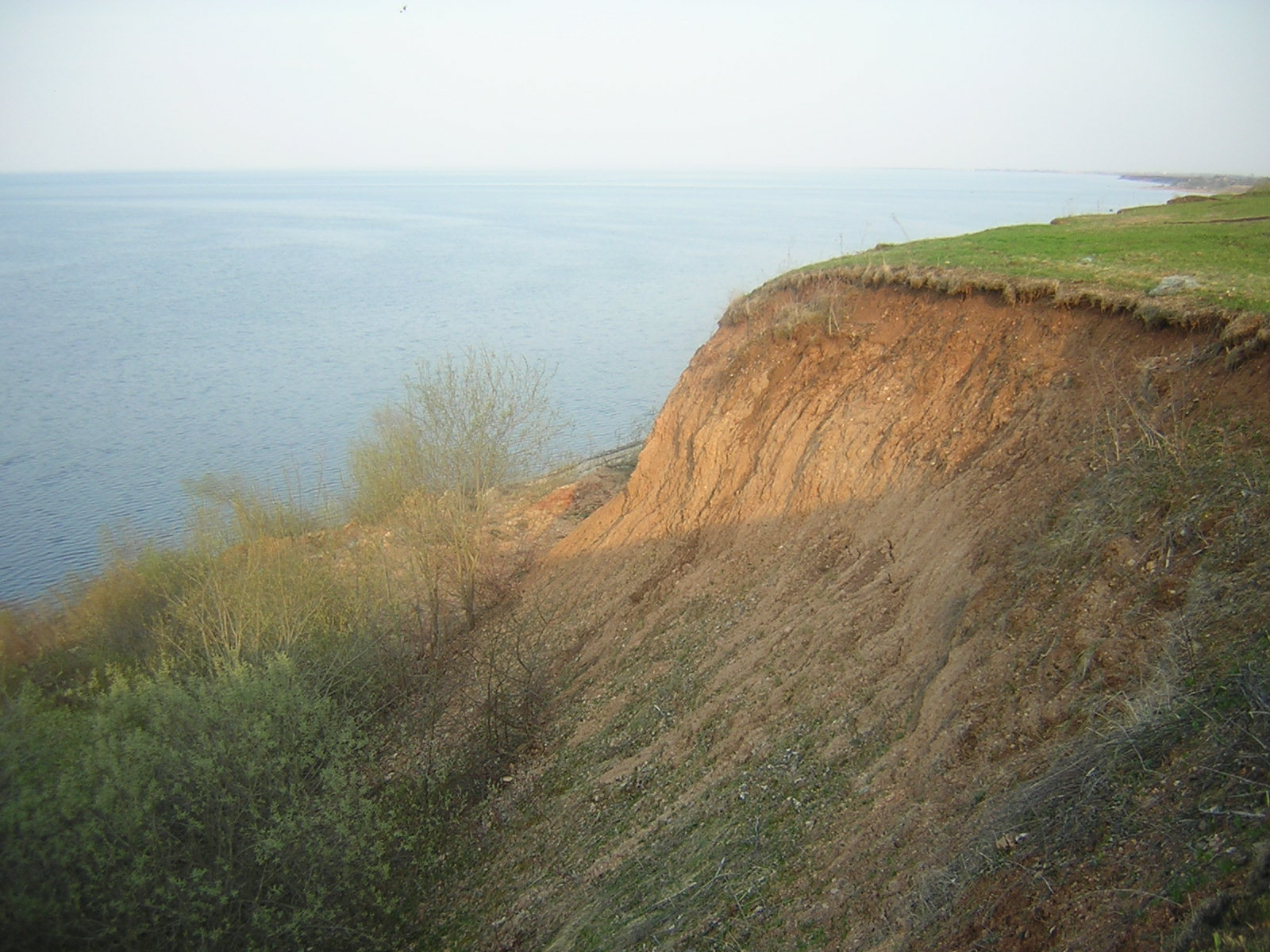
Південний берег озера

Приільменська низовина і Валдайська височина сформувалися в кайнозойську еру ще до наступу льодовиків. Низовина, що з'явилася на заході області, була складена переважно пухкими, строкато забарвленими піщано-глинистими породами і мергелями. Піднесене плато на сході складалося з твердих вапняків і щільних глин. На захід, у бік низовини, плато уривалося уступом. Місцями цей уступ (Валдайський) виражений і в сучасному рельєфі — він відокремлює Валдайську височину від Приільменської низовини. Давні палеозойські відкладення залягають порівняно неглибоко і часто виходять на поверхню по берегах річок і озер. Озеро Ільмень, до якого стікали річки кайнозойського часу, іноді сягало глибини в десятки метрів і перевершувало за площею нинішнє в десятки разів.

### Плейстоцен
Одна з головних подій останніх мільйонів років плейстоцену — наступ льодовиків на Східноєвропейську рівнину. Найбільше значення для Новгородської області мало останнє, так зване Валдайське заледеніння 70-15 тисяч років тому. Льодовик залишив товстий шар моренних відкладів: суглинків, пісків і супісків. Матеріал морени сильно перемішаний, містить багато валунів з кристалічних порід, принесених кригою з півночі. Для рельєфу області найбільш характерні моренні відкладення у формі пагорбів. Великі моренні пагорби мають відносні висоти 50-60 м, середні — 10-30 м, дрібні — 5−10 м. Іноді серед горбистого моренного рельєфу зустрічаються порівняно плоскі ділянки, складені валунними суглинками. Це моренні рівнини. Вони переважають на Приільменський низовині.

## Ільменські ками
За часів плейстоцену Приільменська низовина зазнала ряд істотних змін. Тут виникали внутрішньольодовикові озера, нині представлені камами — безладно розташованими пагорбами з крутими схилами і нерідко пласкими вершинами. Такі озера з'являлися в тріщинах та інших порожнинах нерухомих льодових масивів і обмежувались крижаними берегами, а іноді крижаними склепіннями льодовика. У них відкладався в сортованому вигляді уламковий матеріал, принесений потоками талих вод. Після зникнення льоду призми, утворені з гальки, піску і глини, опускалися на підошву колишнього льодовика і набирали характерні форми камів. Індивідуальні розміри камів обмежені: висота становить до 50-80 м, ширина підошви до 0,5-1,0 км. Озера, в яких утворювалися майбутні ками, мали невеликі розміри. Тривалість їх існування була невелика і, мабуть, обмежувалася десятками або першими сотнями років.
Форма камів переважно округла, але зустрічаються й утворення зі складними обрисами. Часто ками групуються у вигляді великих комплексів, що утворюють своєрідний камовий ландшафт. Складені ками сортованими пісками, супісками, глинами, гравієм. Вони зазвичай відзначаються горизонтальною і діагональною шаруватістю, нерідко стрічкового (озерного) типу. Відомі ками з ядром із стрічкових глин. Спостерігаються випадки деформації шаруватості, зумовлені переміщеннями льодовикових мас. Часто ками перекриваються моренним чохлом, утвореними валунними суглинками і супісками.

## Походження
Ільмень відноситься до третьої групи озер епох покривних заледенінь. Ці озера утворювалися і розміщувалися по зовнішньому краю льодовикових щитів. Загальноприйнята назва водойм такого типу — прильодовикові озера. З усіх груп озер льодовикових епох, прильодовикові відносяться до найбільш вивчених. Вони займали пониження рельєфу, причому край льоду відігравав роль дамби, яка заважала стоку талих вод згідно з природним ухилом території.
Геологічні дослідження говорять, що спочатку в післяльодовиковий час на місці Ільменю розташовувалася велика водойма з глибинами до 30 метрів (з підпором біля села Грузино під Чудово). Далі його улоговина на 90 % була заповнена річковими відкладеннями. Прорив Волхова і скидання Грузинського озера в Ладогу сталося близько 6 тис. років тому.

## Наші дні
Зараз Ільмень — «вмираюча» водойма, що зникає під впливом процесів змулювання і занесення його ложа річковими наносами.